# Sinkbæk Station
Sinkbæk Station er en jernbanestation i Sinkbæk.
Sinkbæk
| Foregående station  |  | Midtjyske Jernbaner                  |  | Efterfølgende station |
| ------------------- |  | ------------------------------------ |  | --------------------- |
| Bækmarksbromod Vemb |  | Lemvigbanen Vemb - Lemvig - Thyborøn |  | Fåremod Thyborøn Havn |

|  | Denne artikel om stationen Sinkbæk Station kan blive bedre, hvis der indsættes et (bedre) billede. Du kan hjælpe ved at afsøge Wikimedia Commons for et passende billede eller uploade et godt billede til Wikimedia Commons iht. de tilladte licenser og indsætte det i artiklen. |

56°26′16″N 8°17′2″Ø / 56.43778°N 8.28389°Ø